# Sh2-310
Sh2-310 (conosciuta anche come Gum 8) è una delle regioni H II più estese conosciute all'interno della Via Lattea; possiede una massa diverse decine di migliaia di volte superiore a quella del Sole ed è legata ad alcuni giovani ammassi aperti, come il brillante e concentrato NGC 2362.
La nube costituisce un perfetto esempio di regione H II particolarmente evoluta, in cui i fenomeni di formazione stellare attivi hanno generato delle stelle di grande massa, che a loro volta hanno creato una bolla in espansione che ha spazzato via il gas residuo; la generazione di nuove stelle procede ancora solo in alcune aree periferiche della nube, in cui si osservano alcune decine di sorgenti infrarosse.
La distanza stimata per questo sistema nebuloso è di circa 1500 parsec, pari a circa 4900 anni luce.

## Osservazione

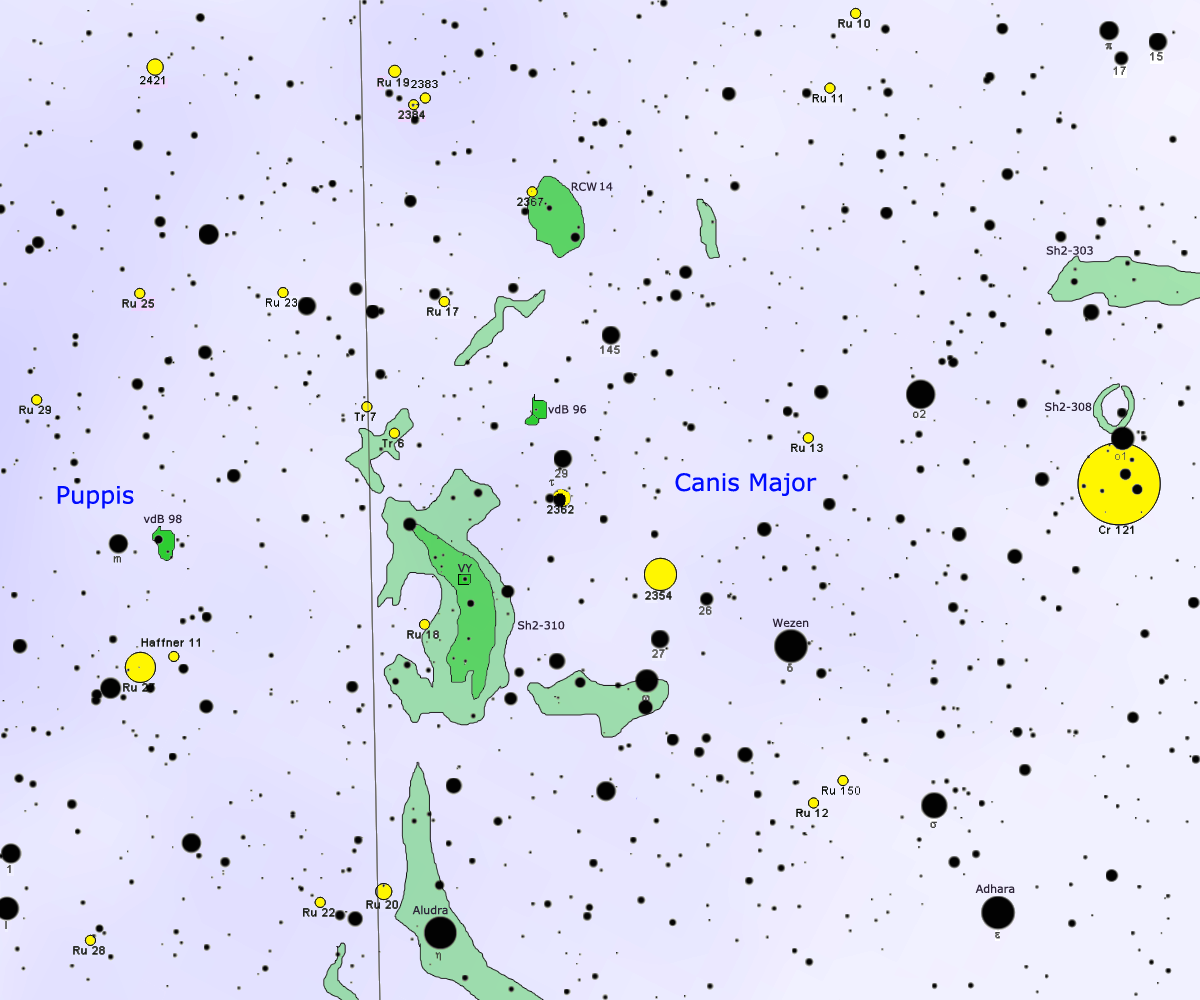
Mappa della nube Sh2-310 e dei dintorni.

La nebulosa si osserva in direzione della parte sudorientale della costellazione, in particolare a nordest della brillante stella Wezen, che essendo di magnitudine 1,83 è ben osservabile anche dalle aree urbane; la nebulosa ha un'estensione di oltre 4°, ma appare piuttosto debole, pertanto otticamente non è visibile né con un binocolo né con telescopio amatoriale di media potenza. Nelle foto astronomiche a lunga posa si mostra, al contrario, come un'estesa nebulosità che occupa gran parte del settore centro-orientale della costellazione, al confine con la Poppa, in cui appare immerso l'ammasso aperto NGC 2362, visibile anche con un binocolo e legato fisicamente alla nebulosa.
Il periodo più propizio per la sua osservazione nel cielo serale è compreso fra i mesi di dicembre e aprile; la massima visibilità si può avere però solo dalle latitudini dell'emisfero australe o in prossimità dell'equatore, in quanto la declinazione della struttura nebulosa è pari a circa -25°. La si può osservare allo zenit a ridosso del Tropico del Capricorno, in corrispondenza dell'Australia centrale e della zona centrale del Sudamerica; dalle latitudini boreali si mostra relativamente bassa se osservata dalla fascia temperata, mentre in prossimità del circolo polare artico è sempre invisibile. Dall'antartide al contrario si presenta circumpolare.

## Struttura

La regione LDN 1660, in cui si trova HH 72; la nebulosa a riflessione luminosa è vdB 96.

Si tratta di un complesso esteso per oltre 200 parsec (680 anni luce), situato sul bordo esterno del Braccio di Orione a circa 1500 parsec (4900 anni luce) di distanza dal Sole; la sua luminosità è dovuta all'eccitazione del gas causato da due stelle molto massicce, note come τ Canis Majoris e UW Canis Majoris, entrambe doppie, il cui vento stellare ha causato una sorta di cavità al centro della stessa nebulosa del diametro di circa 30', spazzando via il gas residuo. Nella regione sono presenti diverse stelle di classe spettrale O e B, delle supergiganti azzurre raggruppate in parte nel brillante ammasso aperto NGC 2362, cui si aggiungono anche HD 58011 e la relativamente giovane supergigante rossa VY Canis Majoris, situata nel bordo della nebulosa; τ Canis Majoris e UW Canis Majoris sono invece situate vicino al suo centro.
La nebulosa si trova in uno stadio molto avanzato della sua evoluzione, in cui ha già avuto luogo la massima parte dei fenomeni di formazione stellare che la nube stessa poteva ospitare; l'esito più evidente di questi fenomeni è la nascita del brillantissimo ammasso aperto NGC 2362, composto da stelle blu molto massicce e luminose, estremamente concentrate. Quest'ammasso conta una quarantina di stelle di classe O e B ed è dominato dalla supergigante blu τ Canis Majoris, ben visibile anche ad occhio nudo; il diametro  dell'ammasso è di appena 3 parsec e gran parte delle sue componenti presenta un disco protoplanetario, in particolare quelle di piccola massa. L'età media delle componenti dell'ammasso si aggira sui 5 milioni di anni; le stelle T Tauri in esso contenute avrebbero un'età stimata sui 1,8 milioni di anni, o, a seconda dei modelli, fino a 5 milioni di anni.
All'interno della regione nebulosa sono ancora attivi alcuni fenomeni di formazione stellare, in particolare nelle aree più dense e scure, come LDN 1660 e LDN 1664; la prima delle due nubi mostra una parte illuminata da alcune stelle blu, catalogata come vdB 96, mentre nella parte più scura è presente un getto molecolare gigante, catalogato come HH 72. Il getto è orientato in senso est-ovest e presenta una struttura bipolare, la cui fonte di energia è la sorgente di radiazione infrarossa catalogata come IRAS 07180-2356; le componenti più evidenti della struttura sono denominate HH 72 A, B e C, e sono visibili anche nella banda della luce visibile, mentre ad altre lunghezze d'onda, in particolare in quella dell'idrogeno molecolare, sono visibili altre componenti, come onde d'urto, le quali però non sembrano allineate lungo un asse comune sebbene appaiano orientate generalmente in senso est-ovest.
A HH 72 si aggiungono altri tre getti, associati a dei maser; fra questi spiccano gli oggetti situati alle coordinate galattiche l=237.514 b=-04.838 e l=239.352 b=-05.066 indicati nel catalogo Avedisova e identificati come maser ad acqua, cui si aggiunge 239.65 -04.94, un maser al CO, e 239.353-05.064, un maser OH. Tutti questi oggetti sono in relazione a protostelle in formazione. Le sorgenti infrarosse note invece, provenienti da oggetti stellari giovani, sono 14, identificate dall'IRAS già a partire dagli anni settanta. Altre decine di sorgenti coincidono con regioni H II ultracompatte o giovani stelle in formazione; il catalogo Avedisova riporta in questa regione 62 sorgenti totali, inclusi i maser, e assegna all'intera regione di formazione stellare la sigla Avedisova 2053 (l=237.25 b=-6.50).

### Su Sh2-310
- Dahm, S. E., NGC 2362: The Terminus of Star Formation, in Handbook of Star Forming Regions, Volume I: The Northern Sky ASP Monograph Publications, vol. 4, dicembre 2008,  p. 26, ISBN 978-1-58381-670-7.

### Carte celesti
- Toshimi Taki, Taki's 8.5 Magnitude Star Atlas, su geocities.jp, 2005. URL consultato il 7 novembre 2010 (archiviato dall'url originale il 5 novembre 2018). - Atlante celeste liberamente scaricabile in formato PDF.
- Tirion, Rappaport, Lovi, Uranometria 2000.0 - Volume I - The Northern Hemisphere to -6°, Richmond, Virginia, USA, Willmann-Bell, inc., 1987, ISBN 0-943396-14-X.
- Tirion, Sinnott, Sky Atlas 2000.0, 2ª ed., Cambridge, USA, Cambridge University Press, 1998, ISBN 0-933346-90-5.
- Tirion, The Cambridge Star Atlas 2000.0, 3ª ed., Cambridge, USA, Cambridge University Press, 2001, ISBN 0-521-80084-6.